# Alba Fyre
Kayleigh Rae, meglio conosciuta con il ring name Alba Fyre (Paisley, 11 agosto 1992), è una wrestler britannica sotto contratto con la WWE.
In WWE ha vinto una volta l'NXT UK Women's Championship, e il suo regno di 649 giorni è il più lungo nella storia del titolo. Ha inoltre detenuto una volta il Women's Tag Team Championship, una volta l'NXT Women's Tag Team Championship (entrambe con Isla Dawn) e l'edizione 2022 del Women's Dusty Rhodes Tag Team Classic con Io Shirai.

## Carriera

### Circuito indipendente (2009–2019)
Kayleigh Rae debutta il 30 maggio 2009 sotto il ring-name di Kay Lee Ray durante una battle royal. Dopo aver lottato prevalentemente sul territorio scozzese, l'8 aprile 2011 si sposta anche su quello inglese debuttando per la Pro Wrestling: EVE, perdendo un Fatal-4 Way. Nel mese di ottobre dello stesso anno, lotta per altri tre eventi della EVE, dove ne esce sempre sconfitta. Il 18 febbraio 2012, partecipa ad un Queen of the Ring Tournament per la EVE, dove viene sconfitta nella finale da Nikki Storm. Nel mese di settembre, debutta per la Pro Wrestling Elite, dove affronta Mickie James. In quel di dicembre, fa il suo debutto anche in Giappone per la Gatoh Move Pro Wrestling. Il 19 gennaio 2013, debutta per la RAD:PRO Wrestling lottando con Jainus Centurion per i vacanti RAD:PRO Mix Tag Championship, perdendo nella finale del torneo. Il 25 maggio, prende parte nella EVE al torneo per la Queen of the Ring, perdendo in semifinale. Il 7 luglio, sfida Carmel per il W3L Women's Championship, perdendo. Il 3 agosto, lotta per il vacante Pro Evolution Women's Championship, vinto da Alpha Female. Il 28 settembre, sfida Martin Kirby per il SWE Speed King Championship, vincendo per squalifica. Il 16 novembre, risfida Carmel per il W3L Women's Championship includendo anche Sara, che conquista match e titolo. Il 29 marzo 2014, fa il debutto per la Absolute Intense Wrestling e negli Stati Uniti, calciando un territorio diverso da quello britannico. Il 5 aprile, fa il suo debutto per la SHIMMER durante un evento live, battendo Vanessa Kraven. Il 31 maggio, sfida Ryan Smile per il Kamikaze Pro Championship, perdendo. Il 5 luglio, lotta per il vacante RCW Women's Championship, vinto da Leah Owens. Il 27 luglio, con Stevie Boy lotta per i vacanti ICW Tag Team Championship ma vengono sconfitti dai New Age Kliq. Il 9 agosto, batte Martin Kirby conquistando il SWE Speed King Championship, che difende la sera successiva in un Fatal-4 Way. L'11 ottobre, difende il SWE Speed King Championship contro Kimber Lee, ma lo perde qualche giorno dopo durante un Six Way Elimination match da Will Ospreay, dopo 77 giorni di regno. Il 31 ottobre, affronta Nikki Storm per l'EVE Championship in un No Disqualification match, perdendo. Il 28 febbraio 2015, lotta per il vacante Queen Of Southside Championship in un Fatal-4 Way match contro Candice LeRae, Nixon Newell e Saraya Knight, conquistando titolo e contesa. Il 28 marzo, partecipa ad un torneo per la SHIMMER vincendolo, guadagnadosi un'opportunità per lo SHIMMER Championship, sconfitta poi da Nicole Matthews. Il 30 maggio, difende il Queen Of Southside Championship ODB. Il 17 luglio, difende nuovamente il Queen Of Southside Championship contro Gail Kim. Il 9 agosto, difende ancora il Queen Of Southside Championship contro Jade. Il 24 ottobre, perde il Queen Of Southside Championship durante un Tag Team Ladder match insieme a El Ligero valevole anche per il SWE Speed King Championship detenuto da Jimmy Havoc e la sua compagna Nixon Newell, dopo 238 giorni di regno. Il 7 agosto 2016, conquista il Queen Of Southside Championship per la seconda volta battendo Jade in un Triple Threat match. Il 2 ottobre, matte in palio il Queen Of Southside Championship durante un torneo, dove viene sconfitta da Melina in finale, perdendo la cintura dopo 56 giorni di regno. Il 21 maggio 2017, lotta per il vacante EVE Championship durante un torneo, raggiungendo la finale dove viene sconfitta da Sammii Jayne. Il 16 giugno, conquista il Defiant Women's Championship battendo Viper. Il 2 ottobre, difende il Defiant Women's Championship contro Bea Priestly. Il 25 novembre, partecipa ad un torneo per decretare la nuova campionessa del vacante Queen Of Southside Championship, dove batte in finale Kasey Owens, conquistando per la terza volta la cintura. Il 4 e 5 dicembre, difende il Defiant Women's Championship contro Veda Scott e Little Miss Roxxy, e ribatte entrambe il 12 dicembre in un Handicap match sempre valevole per il titolo. Il 30 dicembre, difende il Queen Of Southside Championship contro Xia Brookside. Il 18 febbraio 2018, perde il Defiant Women's Championship contro Millie McKenzie, dopo 247 giorni di regno. Il 25 febbraio, difende il Queen Of Southside Championship contro Bobbi Tyler. Il 23 giugno, perde il Queen Of Southside Championship contro Kasey Owens, dopo 210 giorni di regno. Il 16 agosto, debutta per la Ring of Honor, perdendo contro Viper. Il 9 marzo 2019, conquista per la prima volta l'EVE Championship battendo Nina Samuels. Il 24 aprile, difende l'EVE Championship contro Nina Samuels. Il 30 giugno, perde l'EVE Championship contro Viper, dopo 113 giorni di regno.

### Insane Championship Wrestling (2011–2019)
Il 6 febbraio 2011, fa il suo debutto per la Insane Championship Wrestling, battendo Carmel. Il 3 luglio, le due si riaffrontano in un match, che termina in No Contest. Il 14 agosto, viene sconfitta da TJ Rage. Il 23 ottobre, sfida nuovamente Carmel vincendo. Il 26 febbraio 2012, si allea con Carmel, ma vengono sconfitte in un 2-on-1 Handicap match da Mikey Whiplash. Il 7 aprile 2013, vince un Fatal-4 Way match battendo Beta Noire, Carmel e Sara. Il 4 maggio, partecipa ad un torneo per decretare la nuova Fierce Females Championship, battendo in finale Viper, aggiudicandosi così la prima cintura della sua carriera. Il 25 agosto, difende la cintura all'assalto di Carmel. Il 22 settembre, difende la cintura in un Triple Threat contro Viper e Amazing Kong. L'8 giugno 2014, difende la cintura contro Sammii Jayne. Il 20 luglio, difende il titolo contro Nikki Storm in un match terminato in No Contest. Il 23 novembre, difende il titolo contro Leah Von Dutch. Il 29 maggio 2015, perde il rinominato Scottish Women's Championship durante una battle royal, vinta da Viper. Il 30 agosto, partecipa ad un torneo per decretare la nuova ICW Women's Championship battendo al primo turno Mickie James. Il 1º novembre, batte Viper in semifinale. Il 15 novembre, perde la finale del torneo vinto da Viper che conquista la cintura. Il 20 dicembre, affronta Viper per l'ICW Women's Championship, ma ne esce sconfitta. Il 3 gennaio 2016, partecipa ad un Fatal-4 Way match valevole per l'ICW Women's Championship, vinto da Carmel Jacob. Il 20 novembre, vince per la prima volta l'ICW Women's Championship battendo Carmel Jacob e Viper in un Triple Threat match. Il 27 novembre, difende la cintura contro Viper. L'11 dicembre, difende il titolo contro Martina. Il 29 gennaio 2017, difende la cintura in Giappone contro Jungle Kyona. Il 5 febbraio, difende il titolo anche contro Kasey Owens. Il 29 luglio, perde la cintura contro Kasey Owens, dopo 251 giorni di regno, e la sera dopo perde anche il rematch. Il 1º ottobre, batte Kasey Owens riconquistando per la seconda volta l'ICW Women's Championship. Il 15 ottobre, difende la cintura contro Kasey Owens e Viper. Il 19 novembre, perde l'ICW Women's Championship contro Kasey Owens, in un match che includeva anche Viper, dopo 49 giorni di regno. Il 2 dicembre 2018, conquista l'ICW Women's Championship per la terza volta battendo Viper. Il 3 febbraio 2019, difende la cintura contro Little Miss Roxxy. Il 24 febbraio, difende il titolo contro Toni Storm con il match che si conclude in No Contest. Il 27 maggio, difende la contura contro Aivil. Il 6 luglio, perde l'ICW Women's Championship contro Kasey Owens, in un match che includeva anche Aivil, dopo 216 giorni di regno.

### Total Nonstop Action Wrestling (2014–2015)
Kay Lee Ray debutta per la Total Nonstop Action Wrestling il 9 novembre 2014 durante i TNA British Boot Camp, perdendo un Fatal-4 Way match. Il 30 novembre, prende parte ad un 8-Men Intergender match, uscendone sconfitta. Il 7 dicembre, viene sconfitta da Gail Kim. La Ray vince lo show e si aggiudica un contratto con la compagnia. Nella puntata di Xplosion del 18 febbraio 2015, fa coppia con Noam Dar battendo Gail Kim e Rampage Brown. Nella puntata di Xplosion del 4 marzo, lotta in coppia con Noam Dar, Manderson e Crazzy Steve battendo Madison Rayne, Dave Mastiff, Rampage Brown e Samuel Shaw. Dopodiché, la Ray chiude i rapporti con la TNA.

### World of Sport (2018–2019)
Kay Lee Ray debutta per la World of Sport (WOS) durante la puntata del 4 agosto, dove conquista il WOS Women's Championship battendo Bea Priestley e Viper. Il 18 agosto, affronta Bea Priestley con in palio la cintura, ma termina in No Contest. Il 25 agosto, difende la cintura in una battle royal eliminando Ayesha Raymond, Bea Priestley, Kasey Owens e Viper. Il 15 settembre, la Ray e Stevie Boy sono stati sconfitti da Bea Priestley e Will Ospreay. Il 22 settembre, difende la cintura contro Viper. Durante un evento del 18 gennaio 2019, la Ray perde il WOS Women's Championship contro Viper.

### WWE (2015–presente)

#### Prime apparizioni e Mae Young Classic (2015–2017)
Kay Lee Ray ha fatto il suo debutto in WWE il 28 ottobre 2015, in una delle registrazioni di NXT, venendo sconfitta da Nia Jax.
Nel 2017, Kay Lee Ray è una delle trentadue concorrenti al primo Mae Young Classic, dove ha perso al primo turno contro Princesa Sugehi il 13 luglio. La notte successiva, la Ray assieme a Jazzy Galbert e Tessa Blanchard hanno sconfitto Marti Belle, Santana Garrett e Sarah Logan.

#### NXT UK(2019–2021)
Il 12 gennaio 2019, La Ray e Jazzy Gabert sono apparse tra il pubblico ad NXT UK TakeOver: Blackpool. Successivamente è stato confermato che le due avevano firmato un contratto con la WWE, e che erano state assegnate al territorio di sviluppo inglese di NXT UK. Il 13 marzo, Kay Lee Ray ha fatto il suo debutto ad NXT UK, sconfiggendo Candy Floss. Nella puntata di NXT UK del 27 marzo, Kay Lee Ray interrompe un'intervista nel backstage di Isla Dawn, ufficializzando un match fra le due. Nella puntata di NXT UK del 3 aprile, Kay Lee Ray ha sconfitto Isla Dawn. Nella puntata di NXT UK del 24 aprile, Kay Lee Ray ha sconfitto Xia Li. Nella puntata di NXT UK del 5 giugno, Kay Lee Ray ha sconfitto la jobber Kasey Owens. Nella puntata di NXT UK del 19 giugno, Kay Lee Ray ha vinto la prima Women's UK Battle Royal dove la vincitrice avrebbe ottenuto un match titolato contro l'NXT UK Women's Champion Toni Storm, guadagnandosi tale opportunità. Nella puntata di NXT UK del 10 luglio, la Ray colpisce alle spalle Toni Storm dopo aver vinto il suo match. Nella puntata di NXT UK del 17 luglio, Kay Lee Rae interrompe un promo sul ring di Toni Storm, informandola che sfrutterà l'opportunità titala a NXT UK TakeOver: Cardiff. Nella puntata di NXT UK del 24 luglio Kay Lee Ray, Jazzy Gabert e Jinny hanno sconfitto Piper Niven, Xia Brookside e Toni Storm. Nella puntata di NXT UK del 7 agosto, viene mandato un video di Kay Lee Ray, dove afferma che conosce Toni Storm più delle altre, per questo la batterà e darà il massimo poiché essere in questo roster è la miglior cosa che le potesse capitare. Nella puntata di NXT UK del 21 agosto, Kay Lee Ray ha sconfitto la jobber Shax; a fine match, afferma di aver finto l'amicizia con Toni Storm soltanto per attaccarla nei suoi punti più deboli, con la campionessa che non si fa attendere e la raggiunge, arrivando a colpirla con un pugno dopo che la Rae ha cercato di screditare la sua famiglia.
Il 31 agosto, a NXT UK TakeOver: Cardiff, Kay Lee Ray ha sconfitto Toni Storm, vincendo l'NXT UK Women's Championship per la prima volta, e risultando la prima campionessa nata nel Regno Unito a detenere il titolo. Nella puntata di NXT UK dell'11 settembre, la Rae si presenta sulla rampa sfidando la rientrante Tegan Nox in un match, che viene accettata. Nella puntata di NXT UK del 3 ottobre, Kay Lee Ray ha sconfitto Tegan Nox. Nella puntata di NXT UK del 31 ottobre, Kay Lee Ray tiene un promo sul ring dove afferma di essere la migliore del roster. Kay Lee Ray appare nella puntata di NXT del 13 novembre, aiutando Io Shirai a vincere il suo Ladder match contro Mia Yim, garantendo al Team Baszler un vantaggio durante il primo Women's WarGames match della storia, dove la Ray si rivela essere il quarto ed ultimo membro della squadra insieme alla Shirai, Bianca Belair e la NXT Women's Champion Shayna Baszler, che affronterà il Team Ripley composto da Candice LeRae, Tegan Nox, Mia Yim e il capitano Rhea Ripley. Nella puntata di NXT UK del 14 novembre, Kay Lee Ray ha sconfitto Xia Brookside in un match non titolato. Nella puntata di NXT del 20 novembre, Kay Lee Ray ha sconfitto Dakota Kai in un match non titolato; dopo la contesa, c'è una rissa che vede coinvolte le superstars dei tre roster, terminata con Nikki Cross (appartenente al roster di SmackDown) che fa piazza pulita sul ring. Il 23 novembre, ad NXT TakeOver: WarGames III, Kay Lee Ray prende parte al Women's WarGames match nel Team Baszler (Shayna Baszler, Io Shirai, Bianca Belair e Kay Lee Ray) contro il Team Ripley (Rhea Ripley, Candice LeRae, Tegan Nox e Dakota Kai, la quale sostituisce Mia Yim colpita precedentemente nel backstage), dove ne escono sconfitte. Nella puntata di NXT UK del 28 novembre, Kay Lee Ray si presenta sulla rampa dopo una sfida lanciatale da Piper Niven, ma viene attaccata alle spalle dalla rientrante Toni Storm. Nella puntata di NXT UK del 5 dicembre, Kay Lee Ray si vendica attaccando alle spalle Toni Storm. Nella puntata di NXT UK del 12 dicembre, Kay Lee Ray ha sconfitto Isla Dawn in un match non titolato; alla fine, arrivano sul ring Piper Niven e Toni Storm iniziando una rissa, che viene poi cessata a seguito dell'annuncio quale ad NXT UK TakeOver: Blackpool II la Ray difenderà l'NXT UK Women's Championship in un Triple threat match contro Piper e la Storm. Nella puntata di NXT UK del 2 gennaio 2020, Kay Lee Ray si presenta sullo stage durante una rissa fra Piper Niven e Toni Storm, placate poi dall'intervento degli arbitri, alzando in aria la cintura. Nella puntata di NXT dell'8 gennaio, Kay Lee Ray fa la sua apparizione nel roster giallo, interrompendo Toni Storm, intenta ad avvisare Rhea Ripley di riconquistare l'NXT UK Women's Championship, avvertendola che non riuscirà a strapparle la cintura; il battibecco continua con le interferenze di Io Shirai, Bianca Belair e Candice LeRae, tutte volenterose e decise a strappare l’NXT Women's Championship alla Ripley, prima che il General Manager William Regal annuncia un six-women tag team match fra Rhea, Candice e Toni contro Bianca, Io e la Ray, dove a prevalere sono le prime. Il 12 gennaio, a NXT UK TakeOver: Blackpool II, Kay Lee Ray difende con successo la cintura in un Triple threat match che includeva Piper Niven e Toni Storm, confermandosi la NXT UK Women's Champion, dove che la Ray trae vantaggio dalla Storm Zero applicata da Toni ai danni della Niven, scaraventandola fuori dal ring ed effettuando lo schienamento vincente. Il 22 gennaio, viene annunciato che Kay Lee Ray metterà in palio l'NXT UK Women's Championship contro Mia Yim durante il pre-show di Worlds Collide. Nella puntata di NXT UK del 23 gennaio, la Ray viene intervistata riguardo al suo match contro Mia Yim, dicendo che la batterà e continuerà ad essere campionessa. Il 25 gennaio, durante il pre-show di Worlds Collide, Kay Lee Ray ha difeso con successo il titolo contro Mia Yim, facendo uso delle corde durante lo schienamento. Nella puntata di NXT UK del 6 febbraio, Kay Lee Ray sale sul ring dicendo di aver provato nuovamente di essere la migliore a NXT UK TakeOver: Blackpool II, che possono mandarle contro chiunque ma riuscirà sempre a vincere e rimarrà campionessa a lungo, poi sposta le sue attenzioni su Toni Storm dicendo di capirla, essere la leader del roster comporta al successo e ora lei è a casa a far niente, ma viene interrotta proprio dalla Storm che sale sul ring agguerrita affermando che è stata rubata della vittoria e che il titolo è suo, la Ray risponde dicendo che questa di Toni è un'ossessione e le concede un'ulteriore chance per l'NXT UK Women's Championship con una stipulazione speciale, sarà un "I quit" match e nel caso di vittoria di Kay Lee, Toni non potrà cercare di conquistare la cintura se sarà la Ray a detenerla, promettendo che farà in modo di far pronunciare all'ex campionessa le parole di resa per poi abbandonare il ring. Nella puntata di NXT UK del 13 febbraio, viene ufficializzato l'incontro fra Kay Lee Ray e Toni Storm, dopo che Toni ha firmato un contratto. Nella puntata di NXT UK del 20 febbraio, viene mandata un'intervista di Kay Lee Ray in vista del match contro Toni Storm, dicendo che è ad un passo per farla definitivamente fuori, affermando di averlo già provato e che il suo tempo è finito, e nessun'altra del roster sarà in grado di batterla. Nella puntata di NXT UK del 27 febbraio, Kay Lee ha difeso con successo il titolo contro Toni Storm in un "I quit" match, facendole pronunciare le parole di resa al secondo tentativo di double stomp sulla sedia posizionata attorno al collo della Storm, che a fine match viene soccorsa dai medici e dalla sua amica Piper Niven, togliendole future opportunità di ottenere chance titolate mentre detiene la cintura. Nella puntata di NXT UK del 12 marzo, Kay Lee Ray interviene durante il match fra Dani Luna e Amale, attaccando entrambe, per poi dichiarare che adesso che ha fatto fuori Toni Storm lo farà con qualisiasi altra ragazza, che sia presente dall'inizio o che sia una debuttante come loro due, perché questa è la sua divisione, prima che la Luna le restituisce il favore attaccandola, ma la Ray si fa trovare pronta e la stende al tappeto con la Gory bomb. Nella puntata di NXT UK del 19 marzo, Kay Lee Ray ha difeso il titolo contro Dani Luna; nel post match, continua ad attaccarla fino al salvataggio di Piper Niven, dandosela alla fuga. Nella puntata di NXT UK del 2 aprile, Kay Lee Ray e Jinny hanno sconfitto Dani Luna e Piper Niven. Nella puntata di NXT UK del 24 settembre la Ray ha difeso con successo il titolo contro Piper Niven. Nella puntata di NXT UK del 19 novembre la Ray ha difeso con successo il titolo nuovamente contro Piper Niven in un Falls Count Anywhere match grazie all'intervento di Jinny.

#### NXT(2021–2023)
Ray fece un'apparizione ad NXT il 22 agosto a NXT TakeOver 36 al termine del match tra la NXT Women's Champion Raquel Gonzalez e Dakota Kai vinto dalla prima, lanciando un'occhiata alla campionessa. Il suo debutto a NXT avvenne due giorni dopo, quando sconfisse Valentina Feroz nella puntata del 24 agosto. Il 5 dicembre a NXT WarGames, insieme a Raquel Gonzalez, Io Shirai e a Cora Jade, batté il team formato da Dakota Kai e le Toxic Attraction in un WarGames match. Nella puntata di NXT 2.0 dell'8 febbraio affrontò Mandy Rose per l'NXT Women's Championship ma venne sconfitta a causa della distrazione di Gigi Dolin e Jacy Jayne. In seguito si alleò con Io Shirai per competere nel Dusty Rhodes Tag Team Classic femminile, dove le due trionfarono su Amari Miller e Lash Legend nei quarti di finale, svoltisi nella puntata di NXT 2.0 del 22 febbraio, e poi anche su Kacy Catanzaro e Kayden Carter nella semifinale, svoltasi l'8 marzo nella puntata speciale NXT Roadblock. Nella finale, svoltasi il 22 marzo ad NXT 2.0, Kay e la Shirai superarono la coppia formata da Dakota Kai e Wendy Choo vincendo il torneo. Successivamente, Kay e Io Shirai sfruttarono tale vittoria non per un match per l'NXT Women's Tag Team Championship (come da abitudine per le vincitrici di tale torneo) bensì per aggiungersi al Fatal 4-Way match per l'NXT Women's Championship di Mandy Rose in cui era compresa anche Cora Jade il 2 aprile a NXT Stand & Deliver, ma dall'incontro ne uscì vincitrice la campionessa. Il 27 aprile venne annunciato su Twitter il suo cambio di nome in "Alba Fyre". Il 22 ottobre, a NXT Halloween Havoc, affrontò Mandy Rose per l'NXT Women's Championship ma venne sconfitta a seguito di alcune scorrettezze delle Toxic Attraction. Nella puntata di NXT del 15 novembre affrontò nuovamente Mandy per l'NXT Women's Championship in un Last Woman Standing match ma perse a causa dell'intervento di Isla Dawn. Il 10 dicembre, a NXT Deadline, Fyre venne poi sconfitta da Isla Dawn. Nella puntata di NXT del 24 gennaio Fyre e Sol Ruca affrontarono Katana Chance e Kayden Carter per l'NXT Women's Tag Team Championship ma vennero sconfitte. Dopo essere stata addotta da Isla Dawn, il 1º aprile, a NXT Stand & Deliver, le due sconfissero Fallon Henley e Kiana James vincendo l'NXT Women's Tag Team Championship.

#### SmackDown(2023–presente)
Il 28 aprile, per effetto del Draft, Alba Fyre e Isla Dawn vennero promosse al roster di SmackDown. Le due debuttarono nello show nella puntata del 19 maggio sconfiggendo Valentina Feroz e Yulisa León in un match non titolato. Nella puntata di SmackDown del 23 giugno persero i titoli contro Ronda Rousey e Shayna Baszler, in un match di unificazione con il Women's Tag Team Championship di queste ultime, dopo 83 giorni di regno.
Nella puntata di SmackDown del 19 gennaio 2024 Fyre e Dawn, note come le Unholy Union, affrontarono Kayden Carter e Katana Chance per il Women's Tag Team Championship ma vennero sconfitte. Il 27 gennaio, a Royal Rumble, partecipò all'omonimo incontro entrando col numero 22 ma venne eliminata da Naomi. Nella puntata di SmackDown del 16 febbraio venne sconfitta da Naomi, non riuscendo a qualificarsi per l'elimination chamber match. Nella puntata di Raw del 19 febbraio partecipò ad una battle royal per qualificarsi per l'elimination chamber match ma venne eliminata.

## Personaggio

### Mosse finali
- Gory bomb

### Soprannomi
- "Hardcore Daredevil"
- "The KLR in Killer"

## Titoli e riconoscimenti

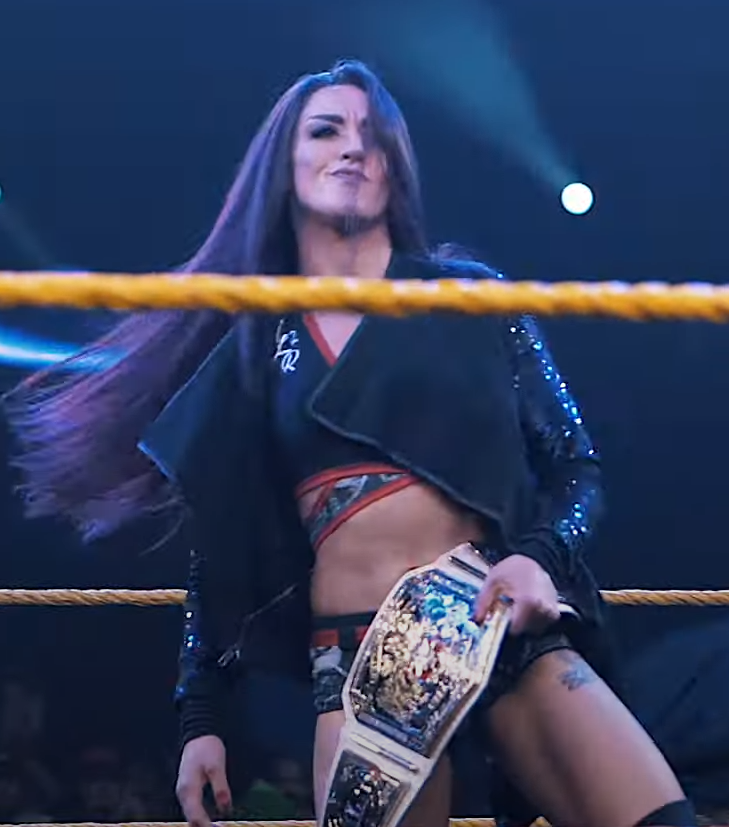
Kay Lee Ray con l'NXT UK Women's Championship, titolo che ha detenuto una volta con 649 giorni di regno, il quale è il più lungo nella storia del titolo

- What Culture Pro Wrestling/Defiant Wrestling
  - What Culture Pro Wrestling / Defiant Women's Championship (1)
- Insane Championship Wrestling
  - ICW Women's Championship (3)
  - Fierce Females/Scottish Women's Championship (1)
- Pro-Wrestling: EVE
  - Pro-Wrestling: EVE Championship (1)
- Pro Wrestling Illustrated
  - 28ª tra le 50 wrestler singole nella PWI Female 50 (2016)
- Pro Wrestling Ulster
  - PWU Women's Championship (1)
- Southside Wrestling Entertainment
  - Queen of Southside Championship (3)
  - SWE Speed King Championship (1)
- World of Sport Wrestling
  - WOS Women's Championship (1)
- WWE
  - NXT UK Women's Championship (1)
  - NXT Women's Tag Team Championship (1) – con Isla Dawn
  - WWE Women's Tag Team Championship (1) – con Isla Dawn
  - Women's Dusty Rhodes Tag Team Classic (edizione 2022) – con Io Shirai